# Lithodes
Genre
Synonymes
- Pseudolithodes Birstein & Vinogradov, 1972[2]

Lithodes est un genre de crabes royaux de la famille des Lithodidae.

## Liste d'espèces
Selon World Register of Marine Species (8 janvier 2015) :
- Lithodes aequispinus Benedict, 1895
- Lithodes aotearoa Ahyong, 2010
- Lithodes australiensis Ahyong, 2010
- Lithodes ceramensis Takeda & Nagai, 2004
- Lithodes chaddertoni Ahyong, 2010
- Lithodes confundens Macpherson, 1988
- Lithodes couesi Benedict, 1895
- Lithodes ferox Filhol, 1885
- Lithodes formosae Ahyong & Chan, 2010
- Lithodes galapagensis Hall & Thatje, 2009
- Lithodes jessica Ahyong, 2010
- Lithodes longispina Sakai, 1971
- Lithodes macquariae Ahyong, 2010
- Lithodes maja (Linnaeus, 1758) - espèce type
- Lithodes mamillifer Macpherson, 1988
- Lithodes manningi Macpherson, 1988
- Lithodes megacantha Macpherson, 1991
- Lithodes murrayi Henderson, 1888
- Lithodes nintokuae Sakai, 1976
- Lithodes panamensis Faxon, 1893
- Lithodes paulayi Macpherson & Chan, 2008
- Lithodes rachelae Ahyong, 2010
- Lithodes richeri Macpherson, 1990
- Lithodes robertsoni Ahyong, 2010
- Lithodes santolla (Molina, 1782), syn. Lithodes antarcticus[4], une espèce commercialisée dans le monde entier.
- Lithodes turkayi Macpherson, 1988
- Lithodes turritus Ortmann, 1892
- Lithodes unicornis Macpherson, 1984
- Lithodes wiracocha Haig, 1974

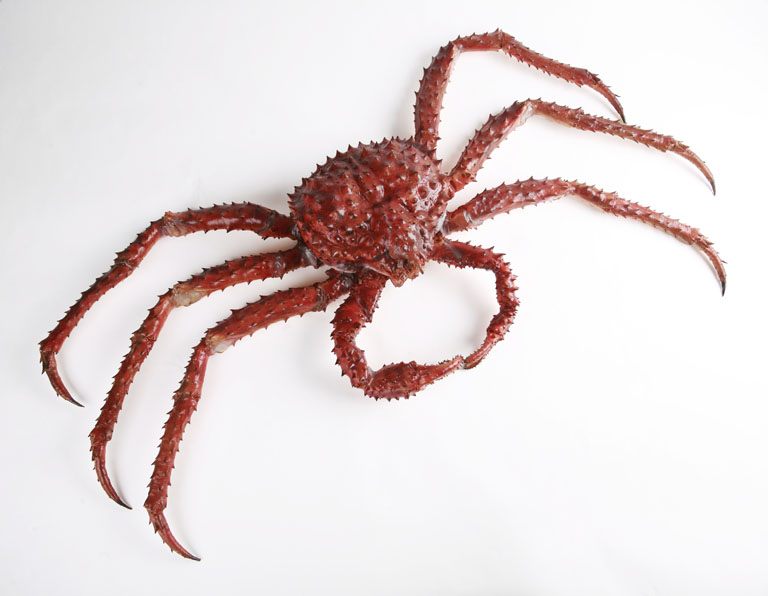
Lithodes aequispinus
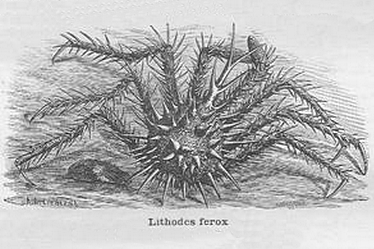
Lithodes ferox
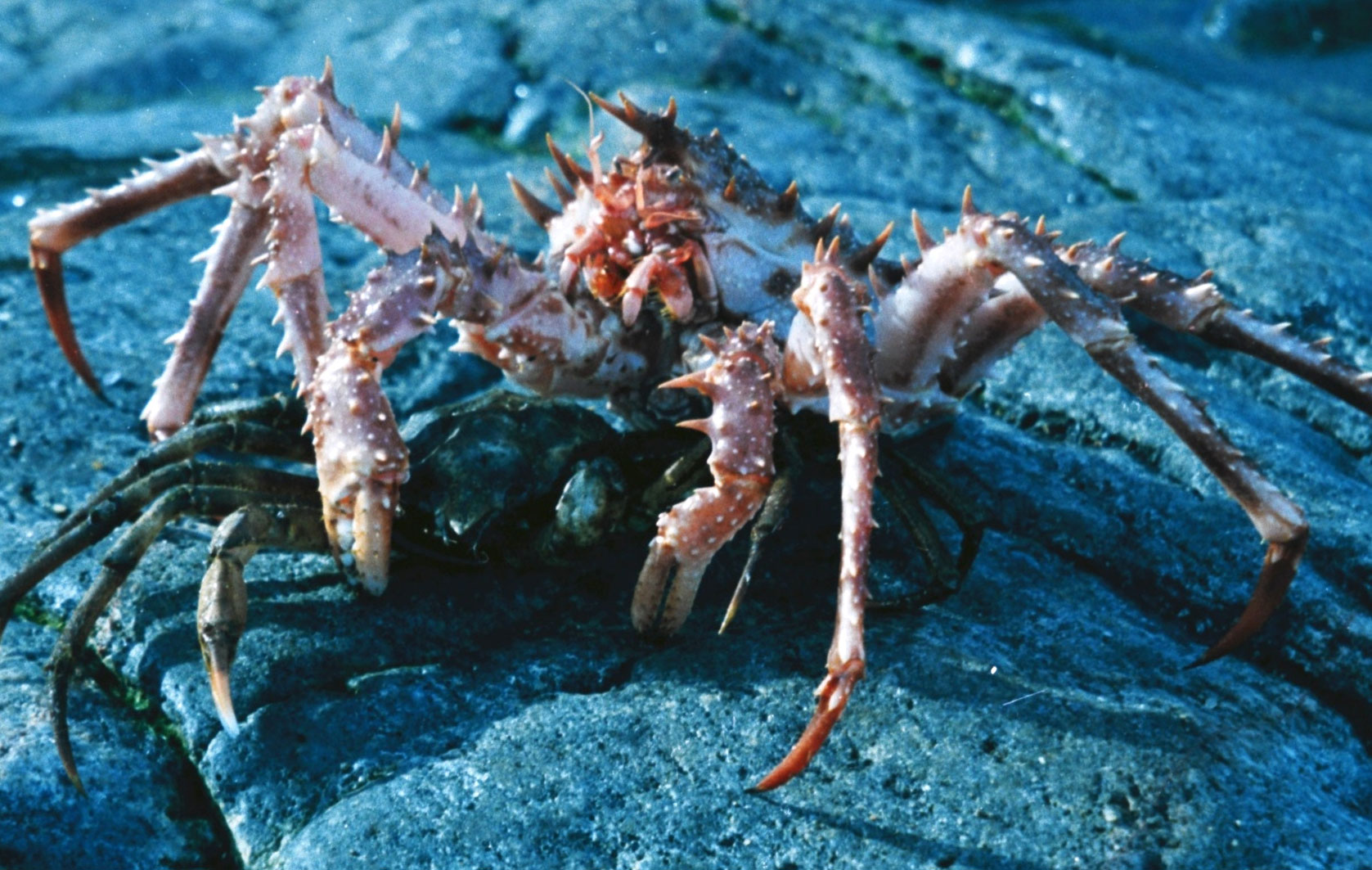
Lithodes maja
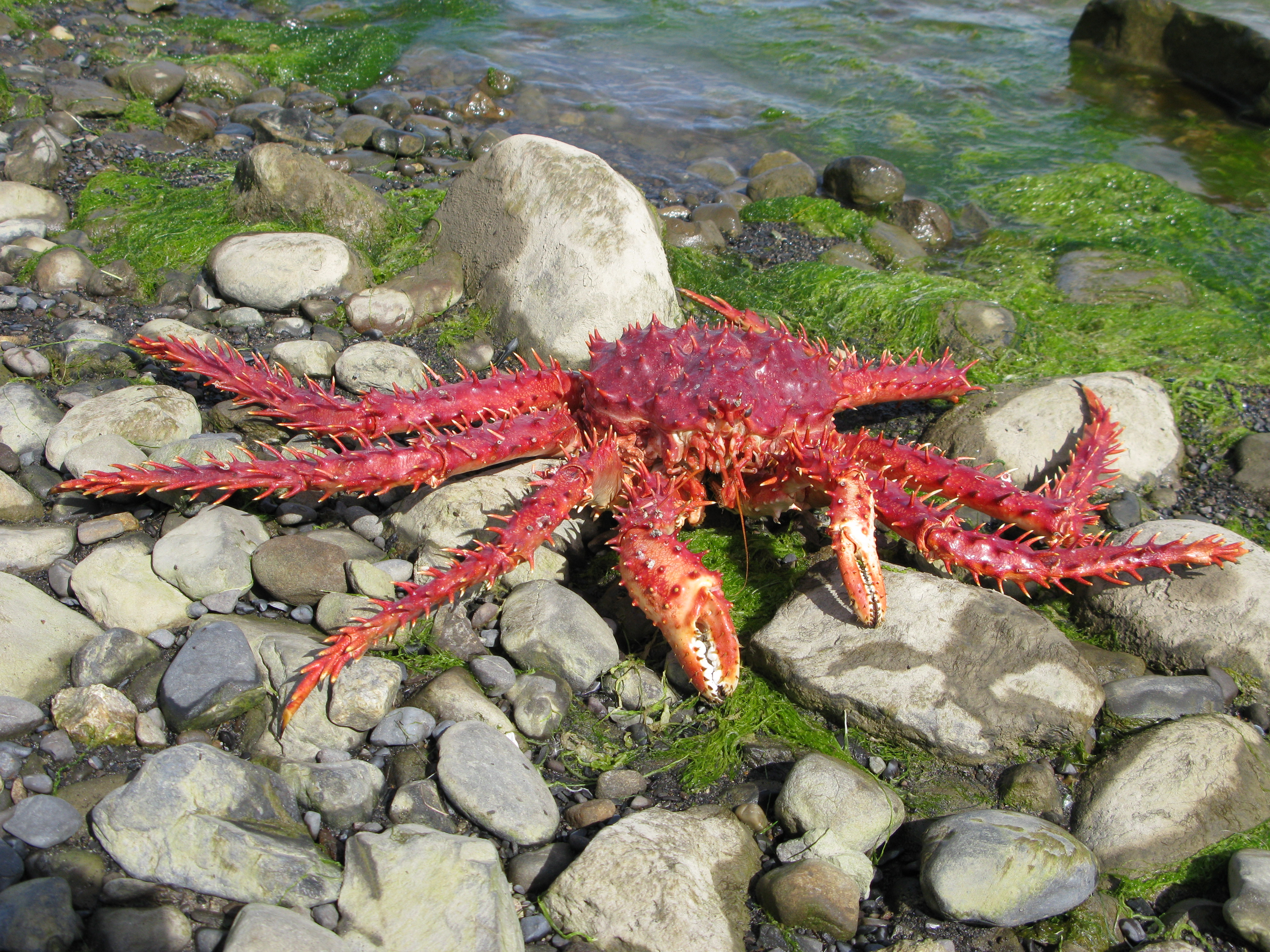
Lithodes santolla
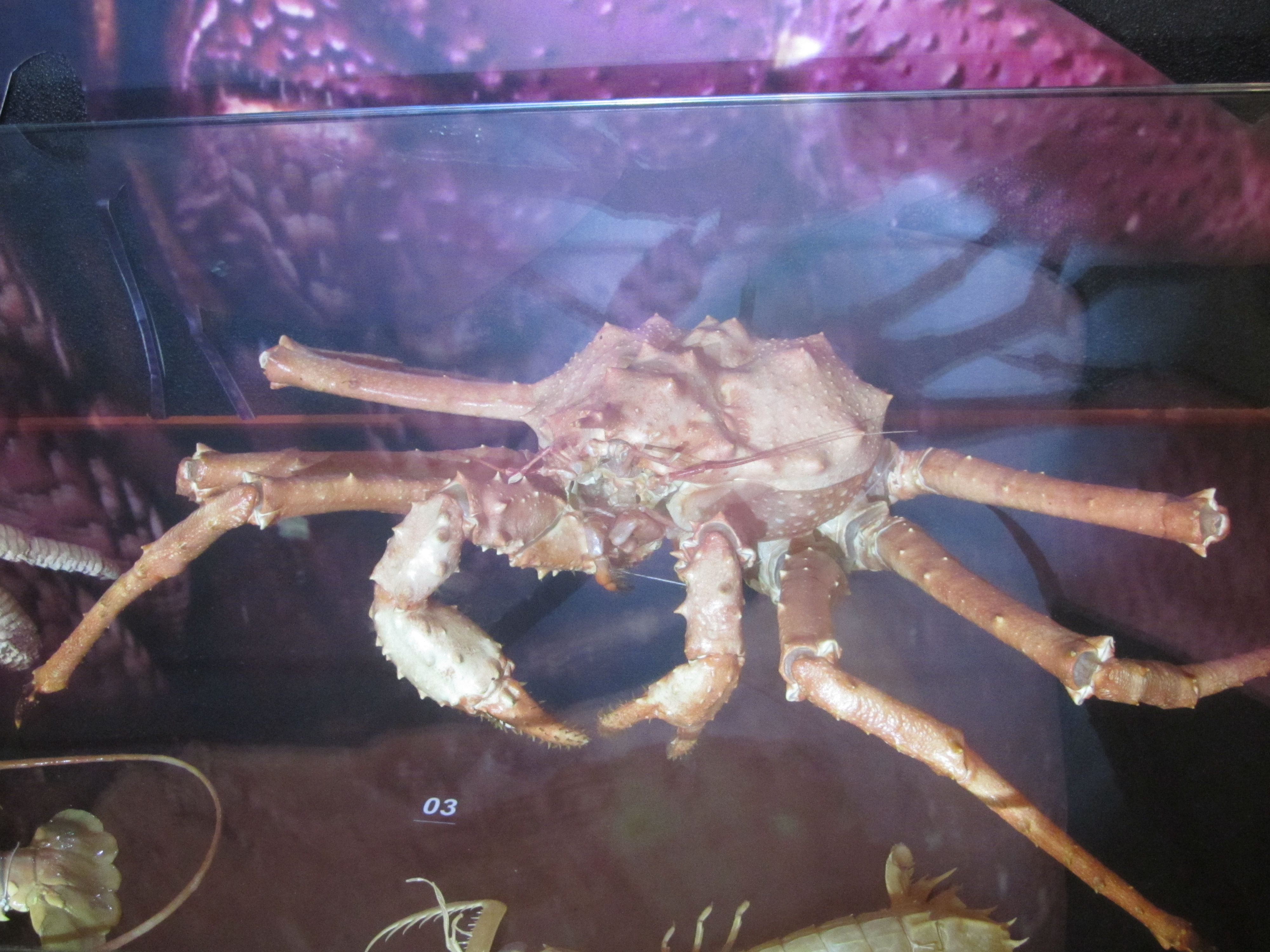
Lithodes turritus